# Beautiful Vision
Beautiful Vision es el decimotercer álbum de estudio del músico norirlandés Van Morrison, publicado por la compañía discográfica Warner Bros Records en febrero de 1982. Al igual que otras grabaciones de Morrison, uno de los principales temas del álbum es la espiritualidad, mientras que otras canciones están basadas en las enseñanzas de Alice Bailey. Otras canciones muestran también la herencia celta en la música de Morrison, así como los recuerdos de su infancia en Belfast.
El álbum obtuvo un éxito moderado en las listas de éxitos al alcanzar el puesto 31 en la lista UK Albums Chart y el 44 en la estadounidense Billboard 200. Fue también recibido con reseñas mixtas por parte de la prensa musical, mientras que el biógrafo Johnny Rogan lo ha descrito como uno de los álbumes más impresionantes de Morrison.

## Grabación
La primera sesión de grabación comenzó en mayo de 1981 en los Record Plant de Sausalito, California, cerca del Golden Gate. Aunque solo «Scandinavia» fue publicado en Beaufitul Vision de estas sesiones, también fueron grabadas «Cleaning Windows» y «Celtic Ray», regrabadas posteriormente. El resto de las canciones de estas sesiones fueron incluidas en posteriores álbumes de Morrison: los instrumentales «All Saints Day» y «Daring Night» aparecieron en Hymns to the Silence y Avalon Sunset respectivamente, mientras que «Down the Road I Go» fue rebautizada como «Down the Road» en el álbum homónimo.
El 27 de julio, Morrison volvió a entrar en el estudio para grabar «Cleaning Windows» y «Aryan Mist». Morrison llevó a la sesión a diferentes músicos, entre ellos al batería Gary Mallaber y al guitarrista Mark Knopfler.
Morrison concluyó la grabación del álbum en verano, cuando grabó el resto de las canciones. Cuatro temas de esta sesión fueron finalmente descartados, incluyendo los futuros sencillos «Real Real Gone» y «Tore Down a la Rimbaud». Ni Knopfler y Herbie Armstrong fueron capaces de producir el tono de guitarra que Morrison quería, por lo que el ingeniero Jim Stern sugirió a Chris Michie: «Me llamaron cuando estaba haciendo una sesión en San Francisco. El productor de Van, Jim Stern, dijo: "¿Puedes venir a los Plant [en Sausalito] en veinte minutos?" Yo dije que sí. Entré en el estudio con mi equipo mientras el grupo y Van estaban grabando pistas básicas. Michie añadió más tarde partes de guitarra principal a "Cleaning Windows" y "Aryan Mist"». Las contribuciones de Knopfler permanecieron en las versiones finales de las canciones, pero no son tan audibles como las de Michie.

## Canciones
Las canciones del álbum están fuertemente influenciadas por los recuerdos de Belfast. Según las notas del álbum, algunos de los versos provienen del libro de Alice Bailey Glamour:  A World Problem. El álbum también fue influido por la novia de Van Morrison de Vanlose, en Copenhague, Dinamarca.
La primera canción, "Celtic Ray", hace referencia a la relación entre el músico y la antigua cultura celta y a su habilidad de transmitir mensajes a través de la Madre Irlanda. "Northern Muse (Solid Ground)" añade una temática similar. "Dweller on the Threshold" está acreditada a las enseñanzas religiosas de Bailey. "Beautiful Vision" puede interpretarse como una visión del cielo o de su novia, quien también marca una influencia en "She Gives Me Religion" y "Vanlose Stairway" (que hace referencia a las escaleras del apartamento en el que ella vivía).
"Cleaning Windows" relata el primer trabajo de Van Morrison y los últimos días de su adolescencia. La melodía es más optimista y queda adornada con una guitarra. Brian Hinton comentó que "Across the Bridge Where Angels Dwell" trata literalmente sobre el puente que separaba el hogar de Morrison en Mill Valley, California, y el de su hija, Shana, que vivía con su madre. "Scandinavia" cierra el álbum como tema instrumental realizado por Van Morrison al piano y respaldado por Mark Isham en el sintetizador y por una batería que se asemeja al latido del corazón.

## Recepción
En 1982, John Milward, en Rolling Stone, tuvo una respuesta mixta para el álbum, del que comentó: «Es tan enfáticamente grande a medias, que si olvidas las cuatro canciones malas y no juzgas los instrumentales, la integridad secuencial y temática del disco se fortalecería». En 2007, Rolling Stone situó Beautiful Vision como el peor álbum de Morrison y lo situó en el puesto cuatro de la lista de los quince peores discos de grandes bandas.
Robert Christgau le otorgó una calificación de A- y escribió: «Después de un periodo de transición, Van ha logrado finalmente alcanzar la eterna Kansas City —su música es puramente magnífica, o a veces encantadora». Por otra parte, Stephen Thomas Erlewine, de Allmusic, cree que «Beautiful Vision comparte mucha tonalidad con su predecesor, Common One, siendo pesado en las sinuosas y largas canciones-poema, tempos moderados, lirismo denso y producción anticuada. Aun así, termina siendo una articulación más fuerte de lo que Morrison estaba tratando de hacer en Common One».
El biógrafo Johnny Rogan cree que el álbum estaba «bien estructurado y arreglado... lo cual ofrecía profundidad y facilidad de escucha. También subraya la medida en que Morrison se había alejado del estilo R&B que lo había convertido en un éxito en las radios estadounidenses». En un artículo publicado en The Guardian en 2011, Laura Barton escribió: «Hay álbumes de Morrison que me gustan más, pero Beautiful Vision nunca me ha parecido aburrido; por el contrario, su rareza particular siempre me ha resultado atractiva – una exploración de la herencia, la distancia, la reminiscencia, la espiritualidad céltica y los escritos de Alice Bailey».

## Lista de canciones
Todas las canciones escritas y compuestas por Van Morrison excepto donde se anota. 
| Cara A |                                |                           |          |  |
| N.º    | Título                         | Escritor(es)              | Duración |  |
| 1.     | «Celtic Ray»                   |                           | 4:11     |  |
| 2.     | «Northern Muse (Solid Ground)» |                           | 4:05     |  |
| 3.     | «Dweller on the Threshold»     | Van Morrison, Hugh Murphy | 4:49     |  |
| 4.     | «Beautiful Vision»             |                           | 4:08     |  |
| 5.     | «She Gives Me Religion»        |                           | 4:33     |  |

| Cara B |                                        |                           |          |  |
| N.º    | Título                                 | Escritor(es)              | Duración |  |
| 1.     | «Cleaning Windows»                     |                           | 4:43     |  |
| 2.     | «Vanlose Stairway»                     |                           | 4:10     |  |
| 3.     | «Aryan Mist»                           | Van Morrison, Hugh Murphy | 4:00     |  |
| 4.     | «Across the Bridge Where Angels Dwell» | Van Morrison, Hugh Murphy | 4:31     |  |
| 5.     | «Scandinavia»                          |                           | 6:41     |  |

## Personal
- Van Morrison: guitarra, piano eléctrico y voz
- David Hayes: bajo
- Mark Isham: sintetizador y trompeta
- Rob Wasserman: bajo en "Cleaning Windows" y "Aryan Mist"
- John Allair: órgano
- Herbie Armstrong: guitarra acústica en "Scandinavia"
- Pee Wee Ellis: saxofón tenor y barítono y flauta
- Tom Donlinger: batería
- Sean Fulsom: gaita irlandesa
- Chris Hayes: guitarra
- Mark Knopfler: guitarra en "Cleaning Windows" y "Aryan Mist"
- Pauline Lozana: coros
- Gary Mallaber: batería en "Cleaning Windows" y "Aryan Mist"
- Chris Michie: guitarra
- Michele Segan: percusión en "Cleaning Windows" y "Aryan Mist"
- Annie Stocking: coros
- Bianca Thornton: coros
- Peter Van Hooke: batería en "Scandinavia"

## Posición en listas
| País           | Lista                    | Posición |
| -------------- | ------------------------ | -------- |
| Estados Unidos | Billboard 200            | 44       |
| Noruega        | Norwegian Albums Chart   | 9        |
| Nueva Zelanda  | New Zealand Music Charts | 13       |
| Países Bajos   | Mega Albums Top 100      | 25       |
| Reino Unido    | UK Albums Chart          | 31       |